# Эффективный размер популяции
Эффективный размер популяции — среднее количество особей в популяции, генный вклад которых обеспечивает её успешное размножение и выживание.

## Пояснение
При исследовании действия генетического дрейфа предполагается вполне определённая численность популяции. При конкретных экологических исследованиях (например, касающихся ограниченности таких ресурсов, как пища и свет) для измерения численности популяции подходит общее число индивидов на территории, или цензовое число. Для многих организмов, которые ведут скрытый образ жизни, или таких, по которым трудно вести наблюдение, очень трудно точно оценить численность всех особей в популяции. В результате экологи детально исследуют методы расчета или оценки количества индивидов в популяции или популяционной плотности.
Однако для эволюции в первую очередь имеет значение количество особей размножающихся, а не их цензовое число. Эти два измерения размера популяции могут сильно отличаться, потому что часть популяции, которая размножается, может составлять лишь малую долю от всего количества индивидов в популяции. Например, у деревьев, млекопитающих и других организмов, которые созревают только после длительного ювенильного периода, большая часть популяции находится в дорепродуктивной фазе. У людей и других позвоночных существует также значительная доля особей в пострепродуктивном периоде. Иногда можно оценить численность популяции, которая размножается, с достаточной степенью точности, учитывая такие индикаторы репродуктивной активности, как гнездования и размер кладки у птиц, численность колоний в животных или количество цветущих растений в популяции.
Численность части популяции, которая размножается, может не отражать размер популяции, но этот параметр вполне подходит для эволюционных исследований. Кроме того, важны такие факторы, как изменчивость в соотношении полов размножающихся особей, количество потомков на одну особь, количество индивидов, размножающихся в разных поколениях, и тип размножения. Все эти факторы могут влиять на генетический вклад в следующее поколение, и общая оценка популяции, которая размножается, не принимает их во внимание. Эволюционные процессы, протекающие в популяциях с ограниченной численностью, позволяют исследовать модель идеальной популяции. Идеальную популяцию численностью N, в которой все родители равновероятно могут быть родителями любой особи в потомстве, можно рассматривать с позиций 'эффективного размера популяции'. Другими словами, гаметы выбираются случайно от всех размножающихся особей, и вероятность для каждой взрослой особи произвести определённую гамету равна 1/N (N — количество размножающихся особей). Эта базовая модель предусматривает, что диплоидные организмы дают и мужские, и женские гаметы, то есть существует возможность самооплодотворения.
В таком случае, если N велико, то распределение числа потомков (гамет) на родителя (к) стремится к распределению Пуассона
{\displaystyle Pr(X=k)={\frac {\lambda ^{k}}{k!}}\,e^{-\lambda }}, {\displaystyle k\in \mathbb {N} _{0}},
где λ — среднее число потомков на родителя, Np*. Предположим, что в среднем у каждого родителя по два потомка (λ = 2, так что р* = 2/N), как было бы в популяции, численность которой не меняется. Тогда вероятность, что данный индивид не имеет потомства (λ = 0), равна е−2 = 0,135, вероятность иметь одного потомка — 2e−2 = 0,27, двух потомков — 0,27, трех потомков — 0,18 и т. д. Важно, что при распределении Пуассона среднее число потомков (λ) и варианса числа потомков V(к) равны. Для определения эффективного размера популяции используются 3 характеристики: инбридинг, варианса и собственная величина эффективного размера популяции. Эффективный размер инбридинга связывает поколения инбридинга в данной популяции и в идеальной популяции; варианса эффективного размера связывает рост аллельной частоты в данной популяции и в идеальной популяции; собственная величина эффективного размера связывает потерю гетерозиготности в данной популяции и в идеальной популяции. Иными словами, эффективный размер популяции — это размер идеализированной популяции, в которой есть те же уровень инбридинга, аллельные частоты и потеря гетерозиготности, как и в исследуемой популяции. Различные типы эффективного размера популяции в целом либо идентичны, либо весьма сходны (если численность такой популяции неизменна). При некоторых условиях (например, численность популяции увеличивается или уменьшается) уровень инбридинга и вариансы в такой популяции могут сильно изменяться.